# Phường 9, thành phố Trà Vinh
Phường 9 là một phường thuộc thành phố Trà Vinh, tỉnh Trà Vinh, Việt Nam.

## Địa lý
Phường 9 có vị trí địa lý:
- Phía đông và phía nam giáp huyện Châu Thành
- Phía tây giáp Phường 7 và Phường 8
- Phía bắc giáp Phường 3 và Phường 5.

Phường 9 có diện tích 11,77 km², dân số năm 2022 là 13.579 người, mật độ dân số đạt 1.153 người/km².

## Hành chính
Phường 9 được chia thành 8 khóm: 1, 2, 3, 4, 5, 6, 9, 10.

## Lịch sử
Ngày 18 tháng 7 năm 2002, Chính phủ ban hành Nghị định số 70/2002/NĐ-CP về việc thành lập Phường 9 trên cơ sở 714,8 ha diện tích tự nhiên với 4.972 nhân khẩu của xã Đa Lộc và 276,46 ha diện tích tự nhiên với 2.486 nhân khẩu của xã Lương Hoà thuộc huyện Châu Thành.
Phường 9 có 991,26 ha diện tích tự nhiên và 7.458 nhân khẩu.
Ngày 4 tháng 3 năm 2010, Chính phủ ban hành Nghị quyết số 11/NQ-CP về việc thành lập thành phố Trà Vinh thuộc tỉnh Trà Vinh. Phường 9 trực thuộc thành phố Trà Vinh.
Ngày 15 tháng 10 năm 2019, HĐND tỉnh Trà Vinh ban hành Nghị quyết số 157/NQ-HĐND về việc:
- Sáp nhập một phần của Khóm 1 và một phần của Khóm 2 vào Khóm 3.
- Sáp nhập Khóm 7 vào Khóm 6.
- Sáp nhập Khóm 8 vào Khóm 9.